# 213.ª División de Seguridad (Alemania)
La 213.ª División de Seguridad (213. Sicherungs-Division), inicialmente conocida como 213.ª División de Infantería (213. Infanterie-Division), era una división de retaguardia de la Wehrmacht durante la Alemania nazi. La unidad fue desplegada en áreas ocupadas por los alemanes de la Unión Soviética, concretamente en la Zona de Retaguardia del Grupo de Ejércitos Sur.

## Historial de operaciones
La 213.ª División de Infantería se formó el 26 de agosto de 1939 como parte de la tercera Aufstellungswelle. Fue entrenada en el 8.º distrito militar (Silesia) e inicialmente estaba formada por el 213.º Regimiento de Artillería, así como los Regimientos de Infantería 318.º, 354.º y 406.º. Sus reclutas procedían de la zona de Breslavia. El comandante inicial de la división fue René de l’Homme de Courbiere.
Durante la invasión de Polonia, la 213.ª División de Infantería sirvió en las reservas del Grupo de Ejércitos Sur (con Gerd von Rundstedt). No jugó un papel significativo en la campaña de Polonia. Después de la campaña, la división sirvió bajo el XXXV Cuerpo de Ejército.
En junio de 1940, la 213.ª División de Infantería se trasladó al 7.º Ejército en la zona del Alto Rin, pero no entró en combate en la batalla de Francia. Fue enviada de permiso a su distrito militar de origen en julio de 1940. No se reactivó como división de infantería, sino que se preparó para ser reorganizada en las Divisiones de Seguridad 213.ª, 286.ª y 403.ª a partir de marzo de 1941.
La 213.ª División de Seguridad fue formada el 15 de marzo de 1941 en el área de Neuhammer, antes de la invasión alemana de la Unión Soviética, la Operación Barbarroja. Courbiere fue reemplazado como comandante de la división por Alexander Goeschen el 18 de agosto de 1942. Este seguiría siendo el único reemplazo del comandante de la división, ya que Goeschen mantuvo el mando hasta la disolución de la división. La división operaba en las regiones ocupadas de Ucrania y el sur de Rusia detrás de las líneas del frente del Grupo de Ejércitos Sur.
Las funciones de la división incluían la seguridad de las comunicaciones y las líneas de suministro, la explotación económica y la lucha contra los combatientes irregulares (partisanos) en las zonas de retaguardia de la Wehrmacht. Junto con otras fuerzas policiales y de seguridad en los territorios ocupados, la división participó en crímenes de guerra contra prisioneros de guerra y la población civil. La división estaba subordinada a Karl von Roques, comandante de la Zona de Retaguardia del Grupo de Ejércitos Sur. Al igual que la 454.ª División de Seguridad, coordinó sus acciones con Friedrich Jeckeln, el SS- und Polizeiführer del Grupo de Ejércitos Sur.

## Comandantes
- René de l’Homme de Courbiere, comandante de división a partir del 26 de agosto de 1939.[2]
- Alexander Goeschen, comandante de división a partir del 18 de agosto de 1942.[2]